# بدر بن عمار
هو الأمير أبو الحسين، بدر بن عمار بن إسماعيل الأسدي الطبرستاني، أمير صور وصيدا ومرجعيون، وقيل أمير طبرية، يغلب الظن بأن أصله من طرابلس، ويُقال من طبرستان، ذكره المتنبي في أشعاره، وامتدحه. وكان بدر عامل الأمير أبي الحسن رائق بن الخضر الغساني أمير الجنوب من طرابلس إلى طبرية، وعامل ابنه من بعده الأمير محمد بن رائق المعروف بأمير الأمراء، وقد كانا من العلويين، وصلَت سلطته في أقصاها لتشمل عَمَّان (عاصمة الأردن اليوم)؛ اشتهر الأمير بدر بسبب قصائد المتنبي حوله، وقد عاصرَت إمارة بدر الدولة الحمدانية في الجزيرة الفراتية وشمال سوريا والعراق، والدولة الإخشيدية في مصر.

## بدر والمتنبي
وقد كان في الأردن - في عصر المتنبي - أسد هاجم مواشيهم وقتل ما وقع في طريقه منها وأرعب رعاتهم، وحتى أهل الأردن في ذلك الوقت لم يسلموا من هذا الأسد فحاولوا قتله بالأسهم والرماح والسيوف فلم يستطيعوا، وقد قيل «فمن يقدر على منازلة أسد؟» فسمع بدر بن عمار بهذا الأسد، وكان فارسًا شجاعًا قويًّا، فقال لهم: «دلوني أين أجد هذا الأسد؟» فأخبروه، فأنزل بُردَته وسهمه وقوسه وسيفه وأخذ عصًا وقيل سوطًا؛ وقال: «عيب عليَّ أن أنازل الأسد بسيف أو سهم ولكني سأنازله بعصًا». وفعلا نازل بدر بن عمار الأسد بعصاه ووثب عليه بالعصا، وهشم رأس الأسد وقتله. وقد استغل المتنبي هذا الموقف لمدح بدر بن عمار فمدحه بقصيدة شهيرة يقول في مطلعها:
كما مدح أبو الطيب المتنبي بدر بن عمار الأسدي، في طبرية، بعد تجوالهما في حِمص ولُبنان، مرورًا بالفراديس من أرض قنّسرين، وهي التي فيها حِمْص، وهي مدائح لم تعد عليه بالنفع:
ومدح بدرًا:
ومدحه:
ومدحه:
كما مدحه في قصيدته الشهيرة: